# Renealmia pirrensis
Renealmia pirrensis là một loài thực vật có hoa trong họ Gừng. Loài này được Maas & H.Maas miêu tả khoa học đầu tiên năm 1987.